# Gabriel Kling
Gabriel Kling, född 7 november 1719, död 21 mars 1797 var en svensk ämbetsman och riksdagsman.
Kling blev auskultant i Svea hovrätt 1744, i Stockholms rådhusrätt 1745, sekreterare i Försäkringsöverrätten 1751 och notarie i Handels- och manufakturdepartementet. Han var riksdagsman 1752, -56, -61 och -69. Han blev advokatfiskal 1756, assessor 1770 och vicepresident i Kommerskollegium. Kling var altviolinist och medlem av Kungliga Akademiska Kapellet i Uppsala  samt en av Kungliga Musikaliska Akademiens stiftare 1771.
Gabriel Kling jordfästes i Katarina kyrka i Stockholm den 27 mars 1797.